# Pär Stenbäck
Pär Olav Mikael Stenbäck, född 12 augusti 1941 i Borgå, är en finlandssvensk politiker (Svenska folkpartiet) och samhällsdebattör.

## Biografi
Pär Stenbäck växte upp i ett hantverkarhem i Borgå som son till Mikael Stenbäck och Rakel Granholm. Han utbildade sig i statsvetenskap vid Helsingfors universitet, där han engagerade sig i studentpolitik och journalistik. Han invaldes vid 28 års ålder 1970 i Finlands riksdag. År 1973 avlade han politices magisterexamen.
Pär Stenbäck var 1974–1985 direktör för Hanaholmens kulturcentrum och ledamot av Finlands riksdag 1970-1985. Åren 1977–1985 var han ordförande i Svenska folkpartiet, undervisningsminister 1979–1982 och utrikesminister 1982–1983. 
Han var generalsekreterare för Finlands Röda Kors 1985-1988 och för Internationella Röda Kors-federationen i Genève 1988-1992. Från 1992 till 1997 var han generalsekreterare för Nordiska ministerrådet. Han var styrelsemedlem och ordförande för Kulturfonden för Sverige och Finland 1993-2010, samt ordförande för Svenska kulturfonden i Finland 1996-2001. Han var fullmäktigeledamot för Esbo stad 2005-2008.
Han har suttit i tre olika bolagsstyrelser, två av dem inom den privata hälsovården under 2000-talet.
Han var ordförande för den svensk-norska renbeteskommissionen 1999-2001. Mellan 2007 och 2017 fungerade han som monitor för humanitära avtal i Israel och Palestina
2017 grundade han Nya Utrikespolitiska Samfundet i Finland (NUPS) som idkar debatt om internationella och utrikespolitiska spörsmål. NUPS har 305 medlemmar  (15.3 2023).
Han gifte sig med Sissel Lund 1970. och har två söner, Anders och Matts. 

## Utmärkelser
Pär Stenbäck har erhållit Henry Dunant-medaljen, Internationella Röda Korsets högsta utmärkelse, 2009, fyra storkors (Sverige, Norge, Danmark, Island) och kommendörstecken av Finlands Lejon och Vita Rosen (Första klass). Han utsågs till hedersdoktor vid statsuniversitetet i Petrozavodsk 1999. Han har även fått Svenska Finland Folktings förtjänstmedalj i guld samt Svenska Akademiens Finlandspris samt ett många utmärkelser från nationella Röda Kors- och Röda Halvmåneföreningar.

## Publikationer
- 2022, Jörn Donner poliitikkona ja ystävänä.
- 2021, All världens vägar Reflektioner på distans [8]
- 2018, Demokrati under hot? [9][10]
- 2009, Kriser och katastrofer : politik och humanitärt arbete [11]
- 2007, När världen öppnade sig : en sextiotalskrönika [12]